# Hyles livornicoides
Hyles livornicoides is een vlinder uit de familie van de pijlstaarten (Sphingidae). De wetenschappelijke naam van de soort werd in 1892 gepubliceerd door Thomas Pennington Lucas.